# Lago Dos Bocas
Lago Dos Bocas es un lago ubicado en los municipios de Arecibo y Utuado en la isla de Puerto Rico. El lago fue creado en 1942 cuando se construyó una represa a cargo de la Autoridad de Energía Eléctrica de Puerto Rico para una planta de energía hidroeléctrica. También sirve como una de las reservas de agua potable de la isla. En los últimos años, el cieno se ha acumulado en el lago creando capacidad para reducir su tamaño. El limo también ha hecho que algunas de sus porciones sean inaccesibles por bote.
Ferries operados por el Ministerio de Transporte de Puerto Rico proveen transporte para los residentes en el Lago Dos Bocas, así como para los turistas. Varios restaurantes están situados en la orilla del lago. Otras atracciones cercanas incluyen la Reserva forestal estatal de Río Abajo.